# Dinastia timúrida
|  | Aquest article tracta sobre la dinastia. Vegeu-ne altres significats a «Timúrides». |

La dinastia timúrida (persa: تیموریان ; txagatai: تیموریان), autodenominada com Gurkani (persa: گورکانیان, Gūrkāniyān; txagatai: گورکانیان, Küregen), foren una dinastia musulmana sunnita o clan d'origen turcomongol descendent del conqueridor Tamerlà. La paraula «Gurkani» deriva de «Gurkan», una forma perianizada de la paraula mongol «Kuragan» que significa «gendre». Aquest va ser un títol honorífic utilitzat per la dinastia, ja que els timúrides eren gendres en el llinatge de Gengis Kan, fundador de l'Imperi Mongol, ja que Tamerlà s'havia casat amb Saray Mulk Khanum, una descendent directa de Genguis Kan. Els membres de la dinastia timúrida van sorgir amb el renaixement timúrida, i van ser fortament influenciats per la cultura persa i van establir dos imperis importants en la història, l'Imperi timúrida (1370-1507) amb seu a Pèrsia i Àsia central, i l'Imperi mogol (1526-1857) amb seu al subcontinent indi encara que no en tota la seva extensió.

## Orígens
L'origen de la dinastia timúrida es remunta a la confederació de tribus mongoles coneguda com Barles, que eren les restes de l'exèrcit mongol original de Gengis Kan, fundador de l'Imperi Mongol. Després de la conquesta de l'Àsia central per part dels mongols, els Barles es van establir en el que avui és el sud del Kazakhstan, des Ximkent fins Taraz i Almati, que més tard va arribar a ser conegut durant un temps com Mogolistan - «Terra dels mongols », en persa - i es van barrejar en un considerable grau amb la població local de parla turca, de manera que en l'època del regnat de Tamerlán, els Barles s'havien tornat completament turcs en termes de llenguatge i hàbits.
La literatura persa va tenir un paper decisiu en l'assimilació de l'elit timúrida a la cultura cortesana persa-islàmica. Amb la conquesta de Bagdad en 1258 i la destrucció mongola del califat abbàssida, la influència àrab va disminuir, en Iran i l'Àsia central, que es van beneficiar de l'augment de l'accés intercultural a l'Àsia oriental sota el Pax Mongolica, van florir i es van desenvolupar de manera més distintiva a partir de la influència àrab sota la dinastia timúrida. A més a més, a l'adoptar l'islam, els turcs i mongols de l'Àsia central van adoptar l'alta cultura literària i persa que havia dominat l'Àsia central des dels primers dies de la influència islàmica.